# Hřbitov

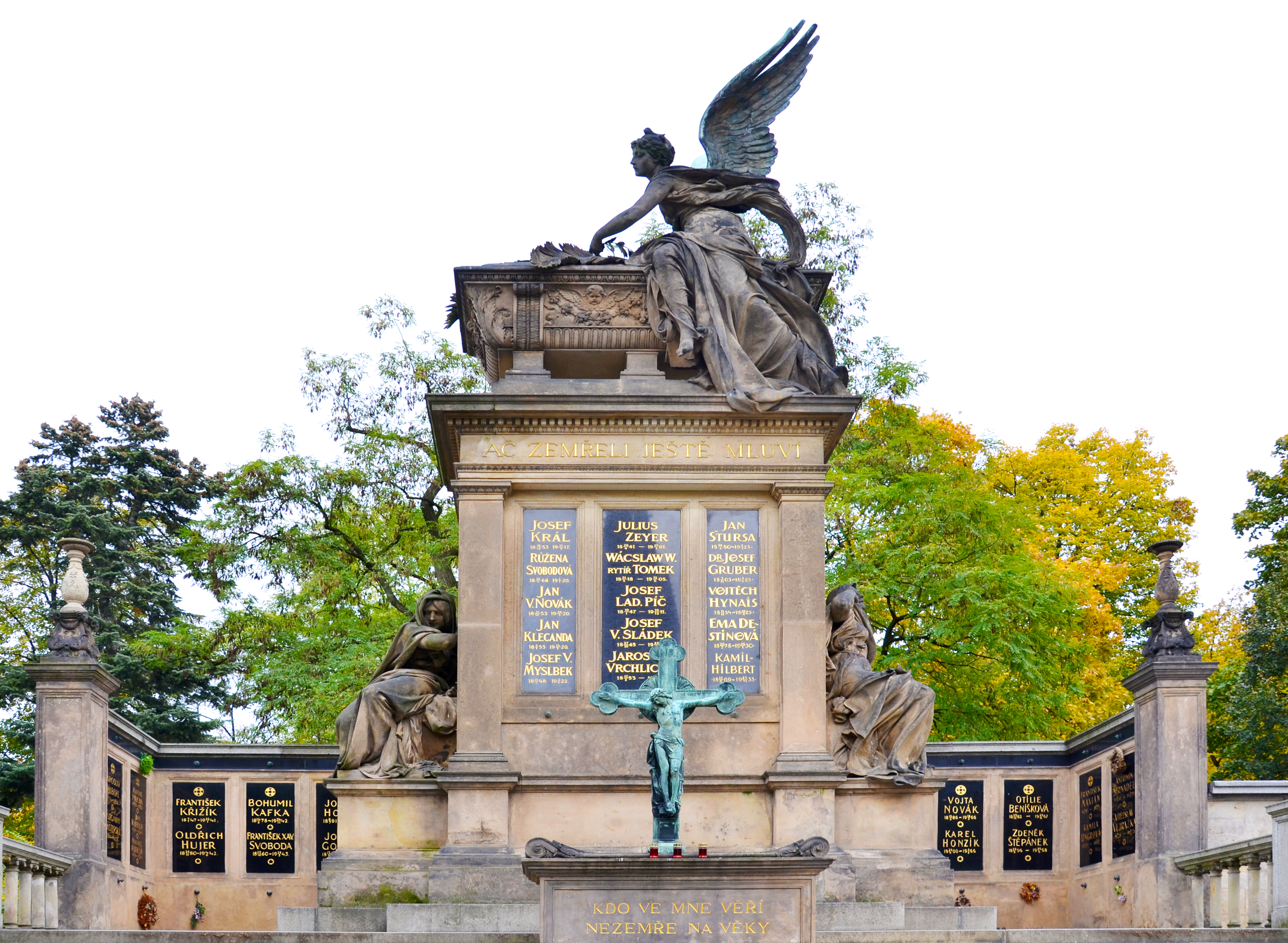
Slavín v Praze na Vyšehradě

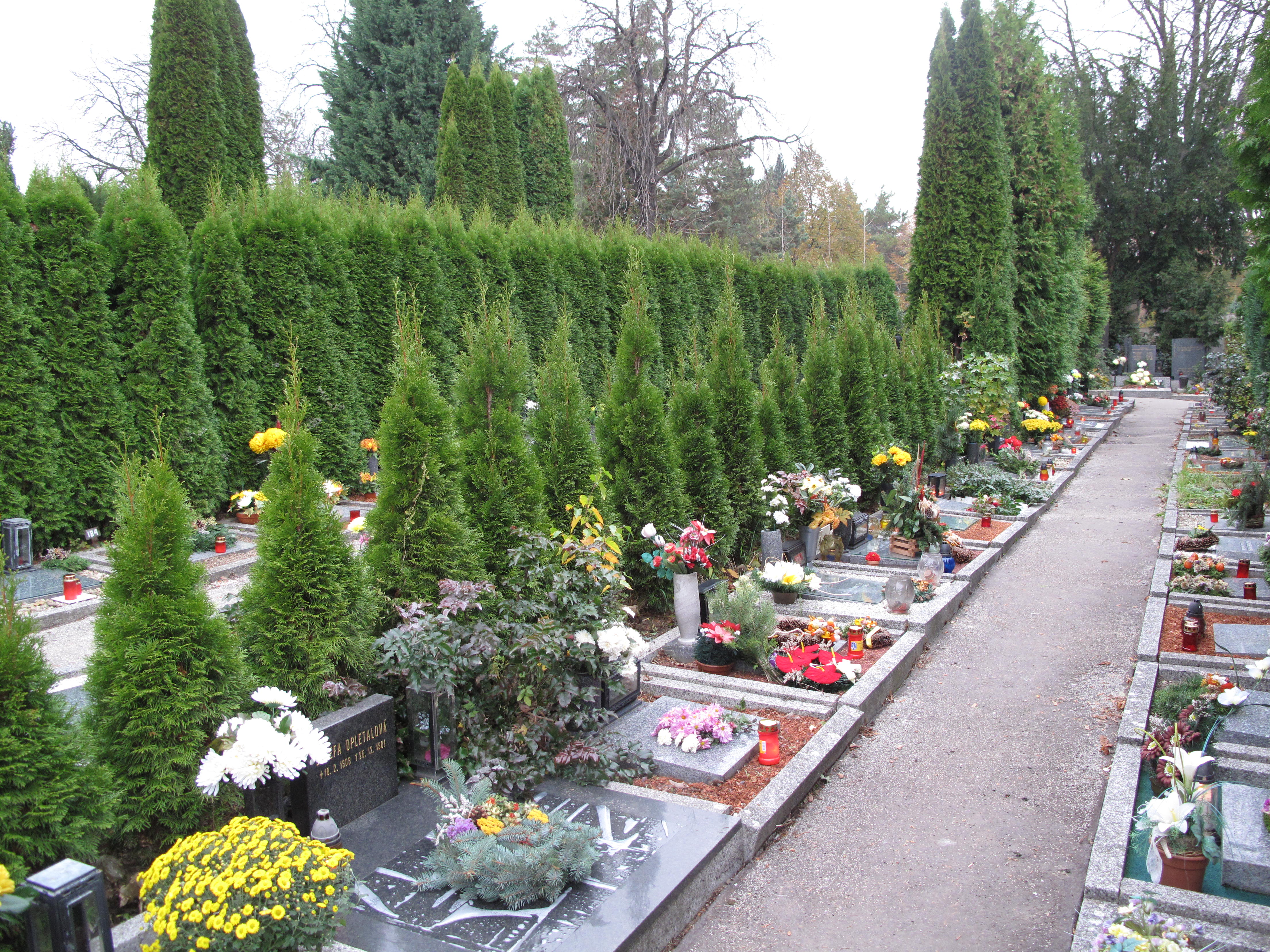
Ústřední hřbitov v Brně

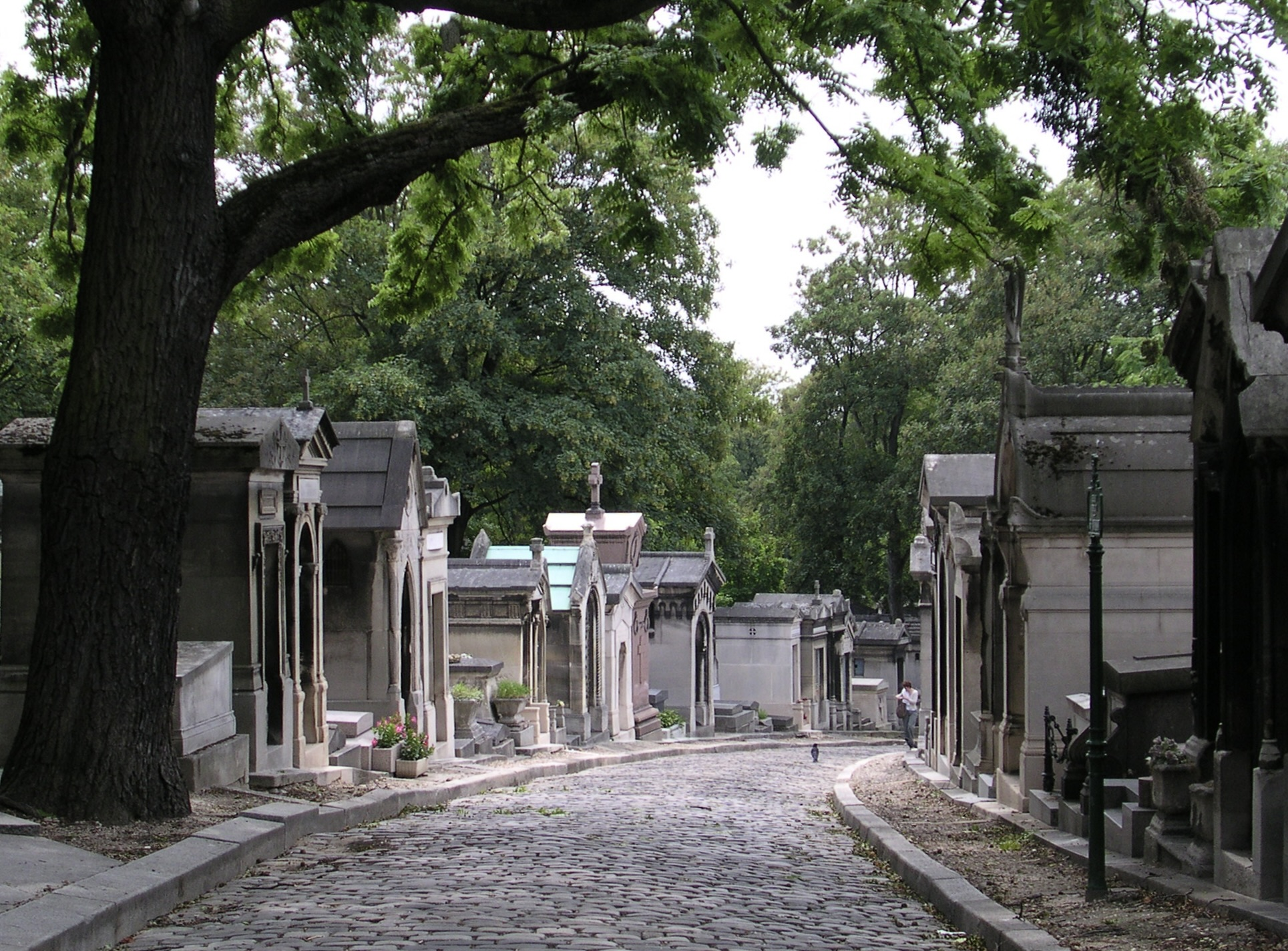
Pere Lachaise v Paříži

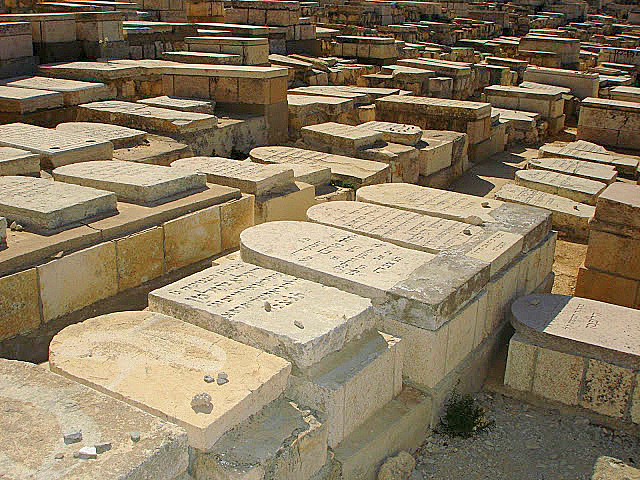
Židovský hřbitov na Olivové hoře v Jeruzalémě

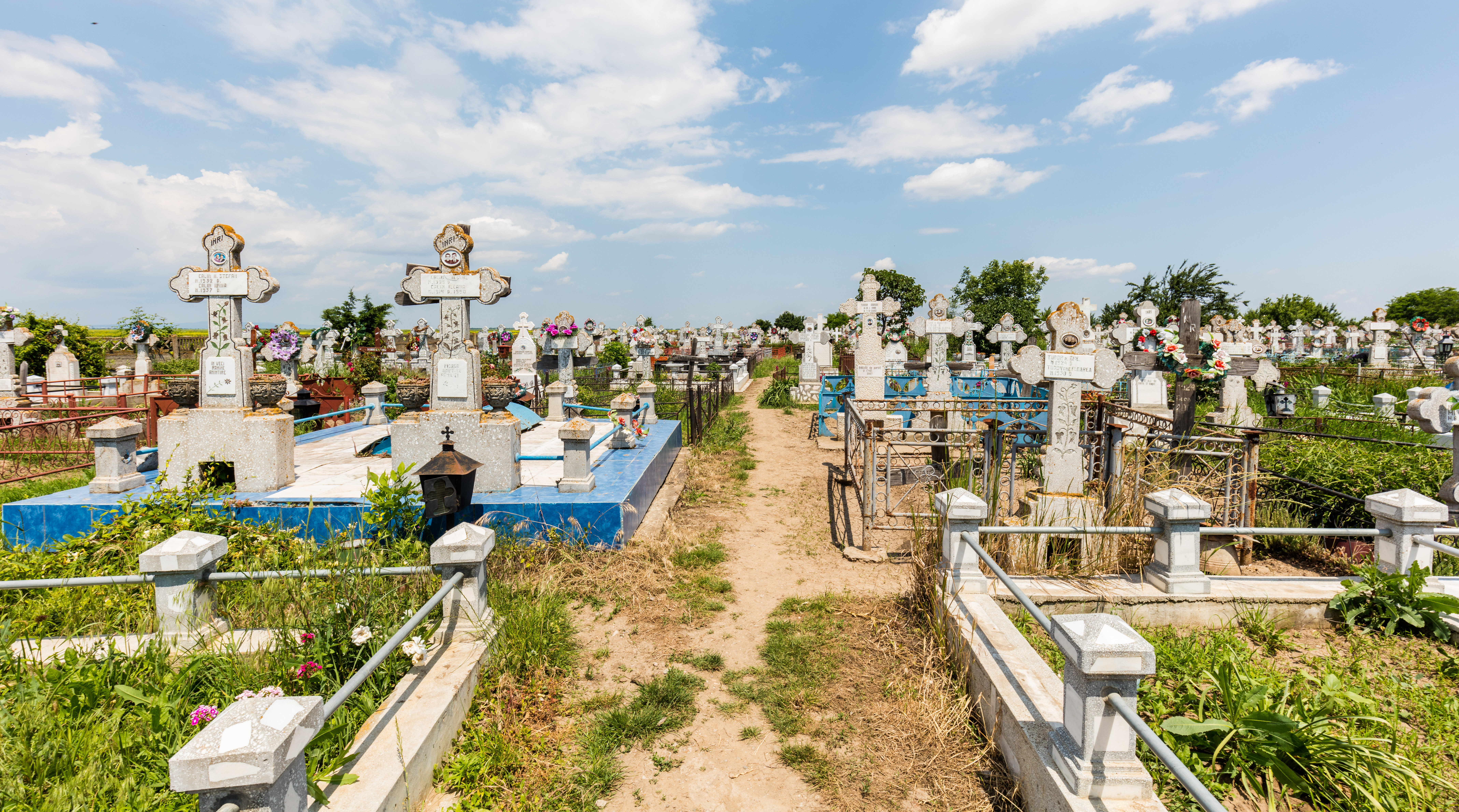
Hřbitov v Galbinasi, Rumunsko

Hřbitov je jiný český termín pro pohřebiště, jsou to synonyma, etymologicky odvozená od slovesa pohřbít, pohrabat.. V některých evropských jazycích jej nahrazují termíny odvozené z latinského coemeterium (cemetery, cmentarz, ...). Dalším místem určeným k pohřbívání zemřelých je Boží pole.

## Původ výrazu
Slovo hřbitov má pocházet od slovesa hřbít (s původním významem hrabat dle německého graben) v návaznosti na staročeský výraz břítov vzniklý jako spodoba původního německého Friedhof (Fried – mír + Hof – dvůr = hřbitov). Zastarale také krchov (z německého Kirchhof = kostelní dvůr). V archeologické terminologii nekropole, je zvláštní pietní místo, kde se obřadně pohřbívají mrtví lidé určité společenské skupiny nebo rodu, jejich těla se ukládají do kostrových hrobů nebo ostatky jejich spálených těl v urnách do žárových hrobů (popel v nádobě, od pravěku až po novodobou kremaci).

## Charakteristika
Hřbitov se skládá z hřbitovních kaplí, kaplových hrobek, hrobek, hrobů, cest a zeleně mezi nimi. V mnoha dnešních hřbitovech existují též „urnová oddělení“ v podobě samostatných oddělení, staveb, či stěn, zvaná (kolumbária), kde jsou uchovávány ostatky (urny s popelem) zemřelých, jejichž ostatky byly zpopelněny v krematoriu. Hřbitovy bývají otevřené veřejnosti, příbuzní a blízcí zesnulých často jejich hroby navštěvují a pečují o ně. Zdobí je květinami, smutečními vazbami a zapalují na nich svíce. Slavné hřbitovy bývají cílem turistů, (například Slavín v Praze na Vyšehradě, Slavín v Bratislavě, Hřbitov Père-Lachaise v Paříži nebo na Olivetské hoře v Jeruzalémě).

## Historie
Hřbitovy často vznikaly a dosud bývají umístěny při kostele, hřbitovní kapli, synagoze nebo jiných stavbách náboženských obřadů. V těchto případech jsou spjaty s pochováváním zemřelých příslušného náboženství. Prostor hřbitova a každé hrobové místo mají být obřadně vysvěceny. Mohli tu být pohřbeni jinověrci, ale pouze na zvláště určeném místě. Sebevrazi v minulosti směli být pohřbeni jen vně hřbitova, za hřbitovní zdí.

## Stavební řešení
Hřbitov býval vůči svému okolí ohraničen nejčastěji nižší či vyšší zdí. V krajích, kde nebyla nouze o kámen, byla z nasucho do hlíny nebo malty kladených kamenů. Kde byla o kámen nouze, bývala zeď z trámů, roubená se šindelovou stříškou. Kamennou zeď zakončovaly šikmo položené ploché kameny. Zeď, zdánlivě jen ohraničující kostelní areál, mívala v některých krajích i ochrannou či dokonce obrannou funkci. Bylo to hlavně na česko-kladském a česko-moravském pomezí. Příchod ke kostelu a na hřbitov byl možný jen jediným místem – vstupní bránou často spojenou funkčně se zvonicí se zděným přízemím a dřevěným patrem na krakorcích. V případě drobných místních potyček poskytla ohradní zeď a zvonice jednoduchou prvotní ochranu shromážděným obyvatelům. Příkladem může být Telecí a Bílý Újezd.

## Svátky zemřelých

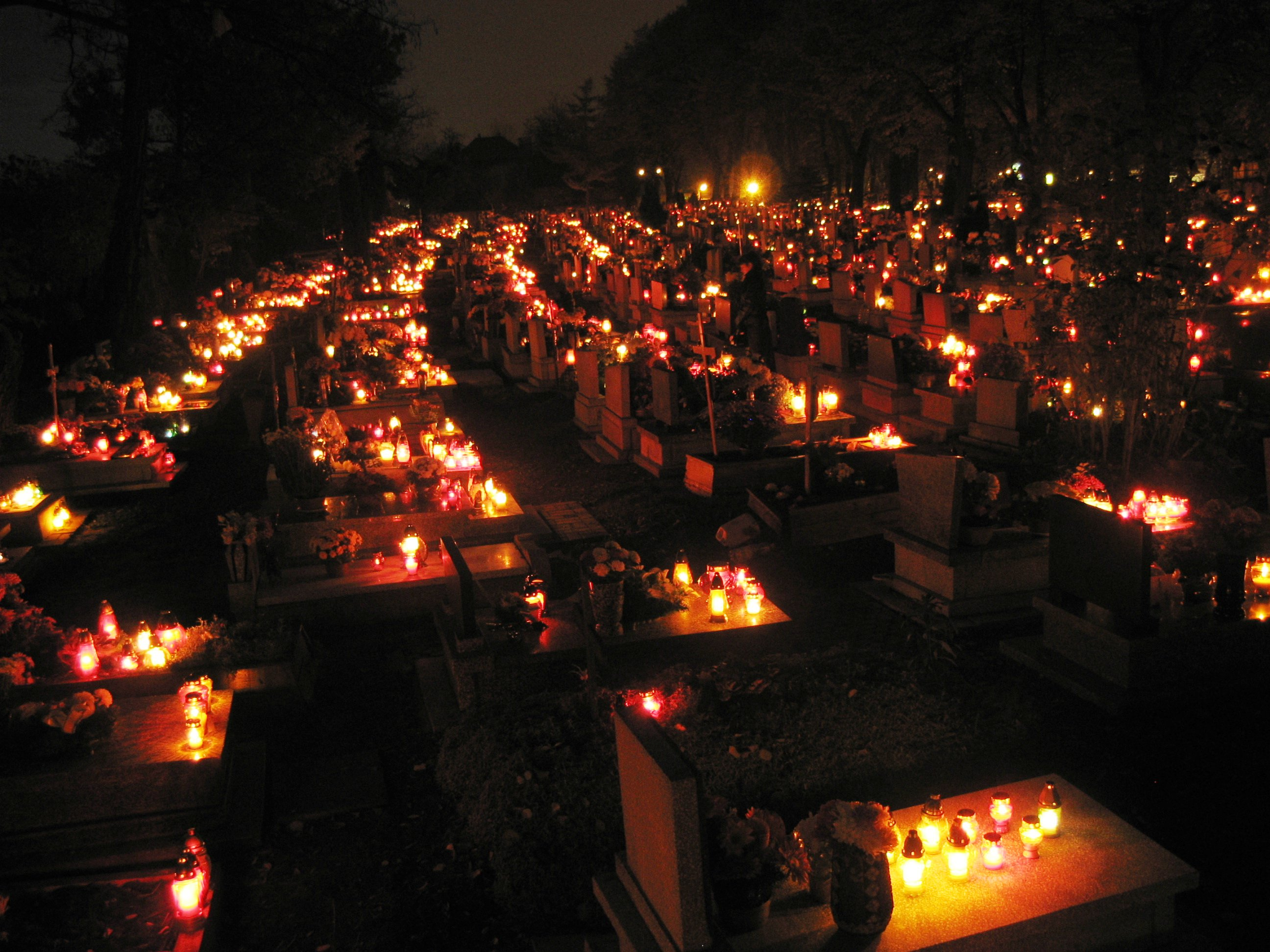
Hřbitov v Katovicích na svátek Všech svatých, 2007

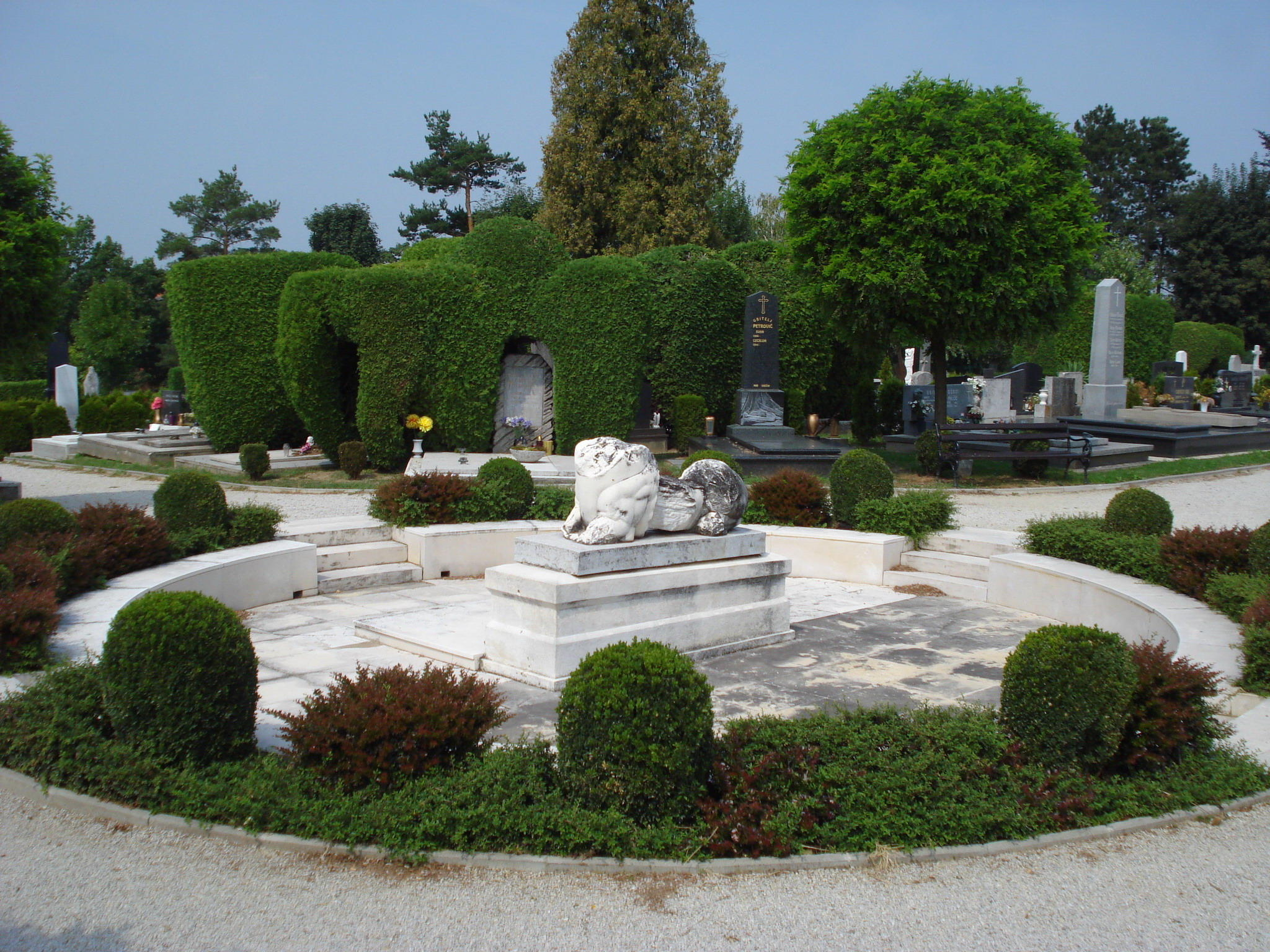
Hřbitov v Čakovci, Chorvatsko

Starý hřbitov v Chile

V západokřesťanském světě se hřbitovy setkávají s nárazovým zvýšením zájmu na počátku listopadu – na svátek všech svatých (1. listopadu) a na svátek všech věrných zemřelých (2. listopadu). Pozůstalí navštěvují hroby svých blízkých, modlí se nad nimi a rozžínají svíce na jejich počest.

## Křesťanské hřbitovy, sebevrazi a kacíři
V dřívějších dobách platilo, že sebevrazi nesměli být na křesťanském hřbitově uloženi, a proto byli  pohřbíváni jinde (u hřbitovní zdi, na křižovatce, v lese apod.; v lese je pohřben např. sebevrah Jan Jakub Ryba). Souviselo to s tím, že každý hřbitov by měl být řádně vysvěcen a mrtví by měli být ukládáni do svěcené půdy. Křesťanské církve odmítají sebevraždu a pohřbívání sebevrahů do svěcené půdy bylo po dlouhou dobu považováno za znesvěcení hřbitova.
- V době pobělohorské byly praktikovány v Čechách a na Moravě oslí pohřby i pro osoby evangelického vyznání – tzv. „kacíře“. Protože po vydání tolerančního patentu (1781) docházelo na „katolických“ hřbitovech k vážným konfliktům kvůli pohřbívání jinověrců, evangelíci si začali zakládat vlastní toleranční hřbitovy. Exulanti, kteří v Sasku obnovili Jednotu bratrskou, zakládali u svých sborových domů (jenž se nacházejí v různých částech světa) hřbitovy, jež se nazývají „Boží pole“.

V současné době katolická církev (jakož i řada dalších) tuto praxi opustila jako příliš tvrdou (zejména tam, kde existují polehčující okolnosti pro sebevraha), byť (dle místních specifik) v těchto případech upřednostňuje pohřeb bez katolických obřadů, případně pohřeb neokázalý. Existují ale i výjimky - např. okázalý pohřeb čtrnáctileté Ani, kterou šikana ze strany spolužáků dohnala k sebevraždě, vedl osobně Tadeusz Gocłowski, arcibiskup a metropolita gdaňský (arcibiskup ovšem při pohřbu výslovně připustil, že jde o zvláštní případ, který by si dříve nedokázal ani představit).

## Rozlišení hřbitovů podle účelu
- civilní hřbitov – vyznačuje se různorodostí a často i neuspořádaností náhrobků, v současném pojetí se jedná o hřbitov ekumenický, tedy pro lidi všech náboženských vyznání i pro ateisty (občanský hřbitov)
- vojenský hřbitov – je stejnorodý, všechny náhrobky jsou si podobné a je kladen důraz na geometrii. Jsou zde pohřbíváni padlí vojáci, často vojáci zemřelí v jedné bitvě či válce.
- hromadné pohřebiště (tedy masový hrob či hromadný hrob), v minulosti sem byli ukládání zemřelí hromadně, dělo se tak zejména v případech, že mrtvých bylo tolik, že je nebylo možno pohřbívat samostatně kupř.
  - při epidemiích nakažlivých chorob – třeba při morových ranách
  - při hromadném vyvražďování lidí v době války, tedy z důvodů praktické genocidy obyvatel nějaké národnosti či náboženského vyznání či politického smýšlení

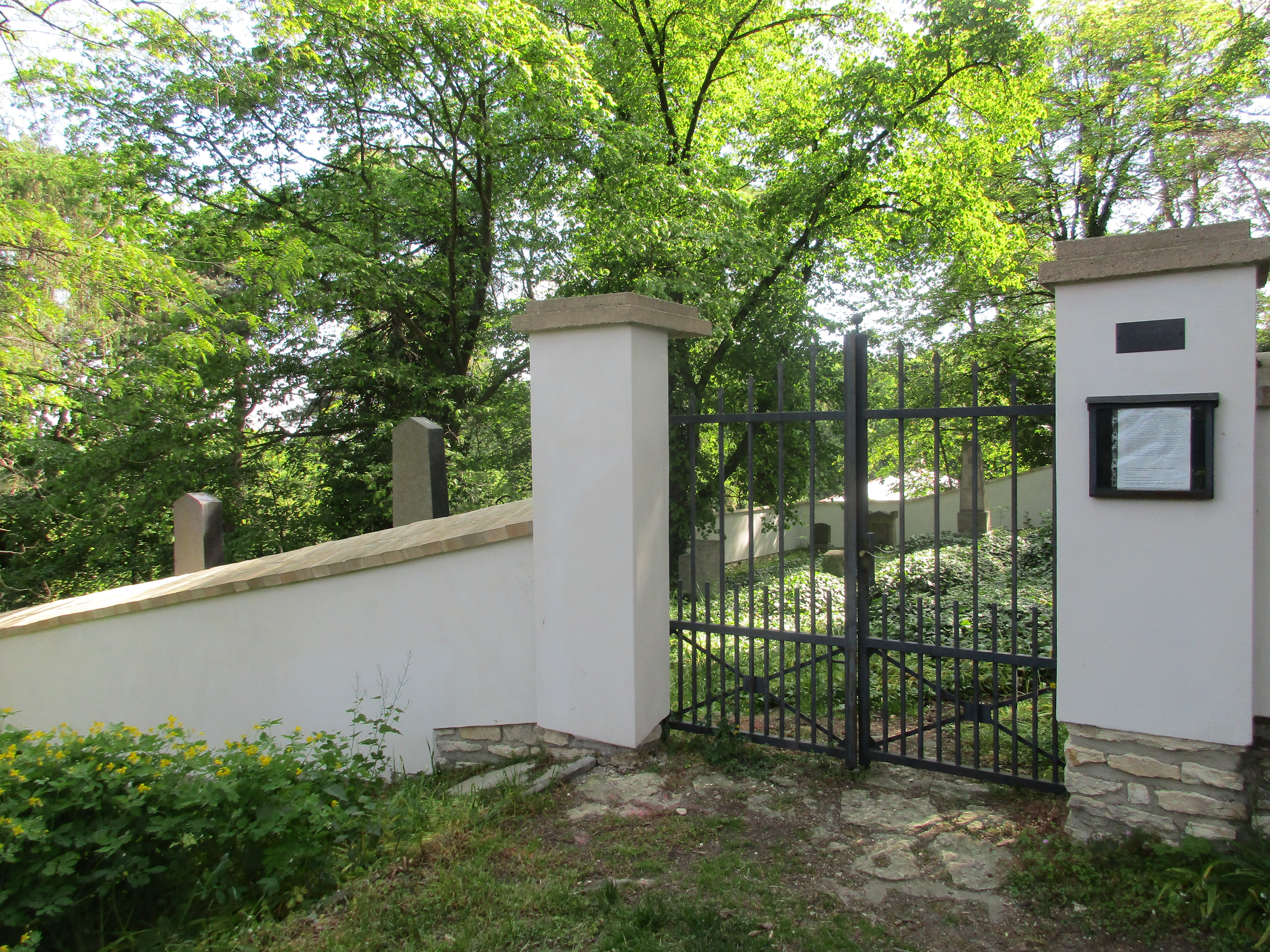
Ruzyňský toleranční hřbitov

## Slavné státní hřbitovy
Většina států má své zvláštní hřbitovy, nekropole, na nichž se  pohřbívají státníci a významné osobnosti vědy, kultury a dalších oborů. Příklady mohou být Slavín a celý Vyšehradský hřbitov v Praze, slovenský Slavín v Bratislavě a Národný cintorín v Martině, pařížský Hřbitov Père-Lachaise, Olivová hora či Herzlova hora v Izraeli, Arlingtonský národní hřbitov ve Virginii, rumunský hřbitov Bellu v Bukurešti, Cmentarz Powązkowski v Polsku, hřbitov Hietaniemi ve Finsku, Cementerio de la Recoleta v Buenos Aires a další.